# سیند
سیند (به انگلیسی: Seend) یک روستا و محله مدنی در بریتانیا است که در ویلتشر واقع شده‌است. سیند ۱٬۱۳۲ نفر جمعیت دارد.